# Rock 'n' Roll Suicide
Rock 'n' Roll Suicide is een nummer van de Britse muzikant David Bowie, uitgebracht als het laatste nummer van het album The Rise and Fall of Ziggy Stardust and the Spiders from Mars. Het beschrijft de laatste inzinking van titelkarakter Ziggy Stardust als een oude rockster en was daarom ook het laatste nummer dat werd gespeeld tijdens concerten op de Ziggy Stardust Tour. In april 1974 werd het nummer door RCA Records uitgebracht op single.

## Achtergrond
Bowie zag het nummer in de stijl van de Franse chansontraditie. Alhoewel hij Charles Baudelaire noemde als inspiratie, lijkt de openingsregel "Time takes a cigarette" op het gedicht "Chants Andalous" van Manuel Machado: "Life is a cigarette / Cinder, ash and fire / Some smoke it in a hurry / Others savour it". De tekst aan het eind van het nummer, "Oh no, love, you're not alone" refereert aan het Jacques Brel-nummer "You're Not Alone" ("Jef") uit de musical Jacques Brel is alive and well and living in Paris.
"Rock 'n' Roll Suicide" was een van de laatste nummers die werden opgenomen voor het album Ziggy Stardust, samen met "Suffragette City", dat fungeerde als de op een na laatste track op het album, en "Starman", dat werd uitgebracht op single. Als het laatste nummer op het album en de climax van de Ziggy Stardust Tour in 1972 en 1973 werd het al snel een slogan en stond het op jasjes van vele fans.
In april 1974 bracht RCA Records het nummer uit op single. Bowie's platenlabel kon niet wachten op nieuw materiaal en bracht eerder al "Rebel Rebel" van het nog te verschijnen album Diamond Dogs versneld uit. Het nummer was op dat moment al twee jaar oud en al in het bezit van de meeste Bowie-fans als onderdeel van Ziggy Stardust; de release werd beschreven als een poging om meer winst te maken. Het nummer kwam niet verder dan de 22e plaats in het Verenigd Koninkrijk, waarmee het Bowie's eerste RCA-single werd die de top 20 miste sinds "Changes" uit januari 1972.

## Tracklijst
- Beide nummers geschreven door David Bowie.

1. "Rock 'n' Roll Suicide" - 2:57
2. "Quicksand" - 5:03

## Muzikanten
- David Bowie: zang, akoestische gitaar, saxofoon, snaararrangement
- Mick Ronson: elektrische gitaar
- Trevor Bolder: basgitaar
- Mick "Woody" Woodmansey: drums